# Ужгородський військовий полігон

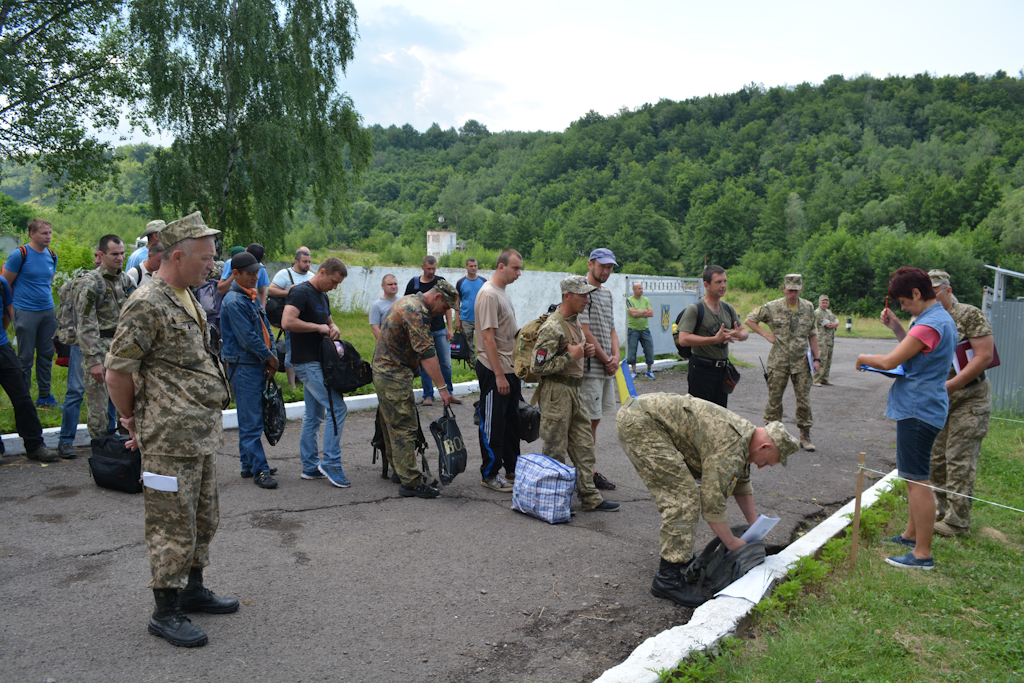
Збори резервістів територіальної оборони на полігоні, 2017.

Ужгородський військовий полігон (також 234-й загальновійськовий полігон) — полігон, розташований на заході України, в Закарпатській області, між селами с. Оріховиця та Ярок Ужгородського району.

## Історія
Полігон був споруджений у 1982 році для гірсько-піхотної підготовки підрозділів, які направлялися на виконання бойових завдань до Афганістану. У 1990-х роках — Ужгородський навчальний центр.
Станом на 2006 рік на полігоні було відновлено стрільбище. На гірському спортивному комплексі було споруджено підвісну стелю для занять альпінізмом. Функціонували гірські танкова директриса та директриса бойових машин піхоти. Директриса БМП призначена для тренування 15-го гірсько-піхотного батальйону, який був переозброєний із БТР-70 на БМП-2.
У червні-липні 2017 року відбувалися 10-денні збори резервістів територіальної оборони. У жовтні 2017 року проходили збори резервістів.